# Chuck Jordan
Charles M. Jordan, detto Chuck (Whittier, 21 ottobre 1927 – California, 9 dicembre 2010), è stato un designer statunitense.

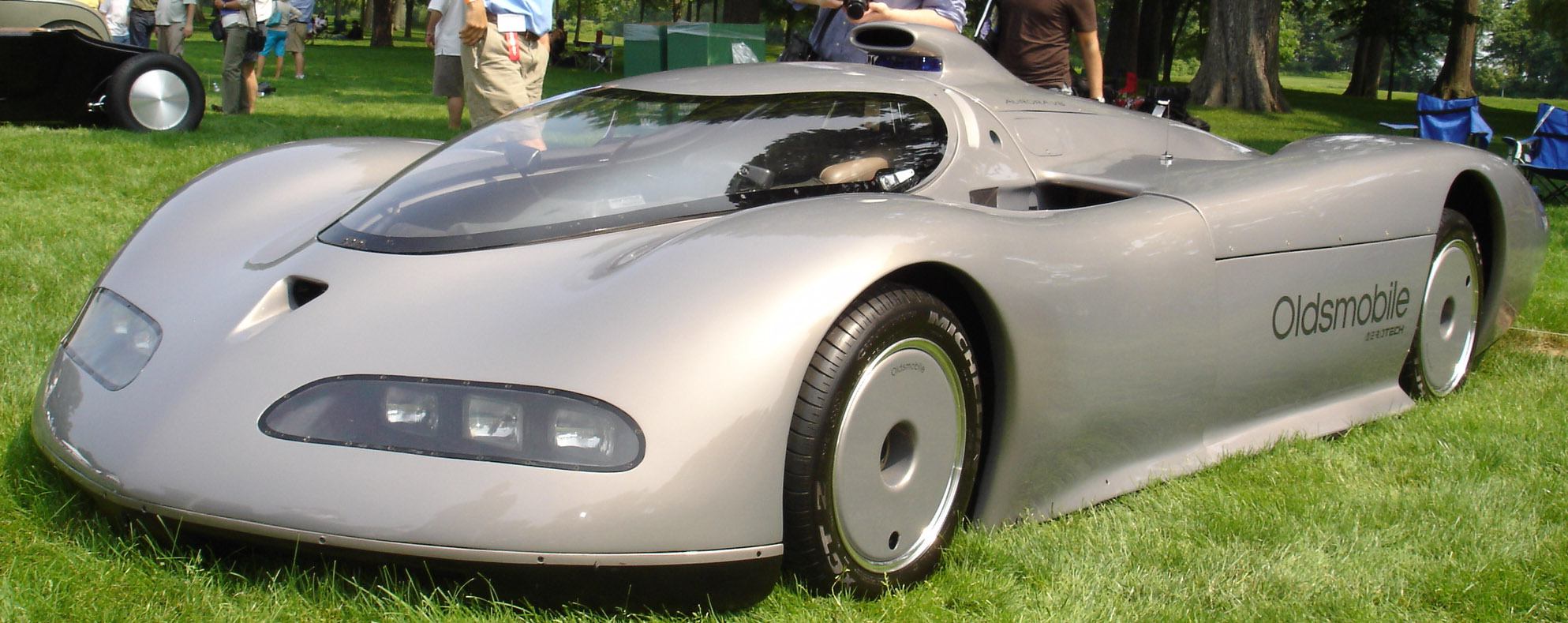
Oldsmobile Aerotech

Nato a Whittier in California si laureò alla Fullerton Union High School nel 1945.Studiò in seguito al Massachusetts Institute of Technology prima di trovare impiego alla General Motors.

## Carriera
È stato vice presidente del design per la General Motors dal 1986 al 1992.
Suoi contributi sono la concept car Oldsmobile Aerotech, la Buick Reatta del 1988, la Chevrolet Caprice del 1991 e la Cadillac Seville STS del 1992.

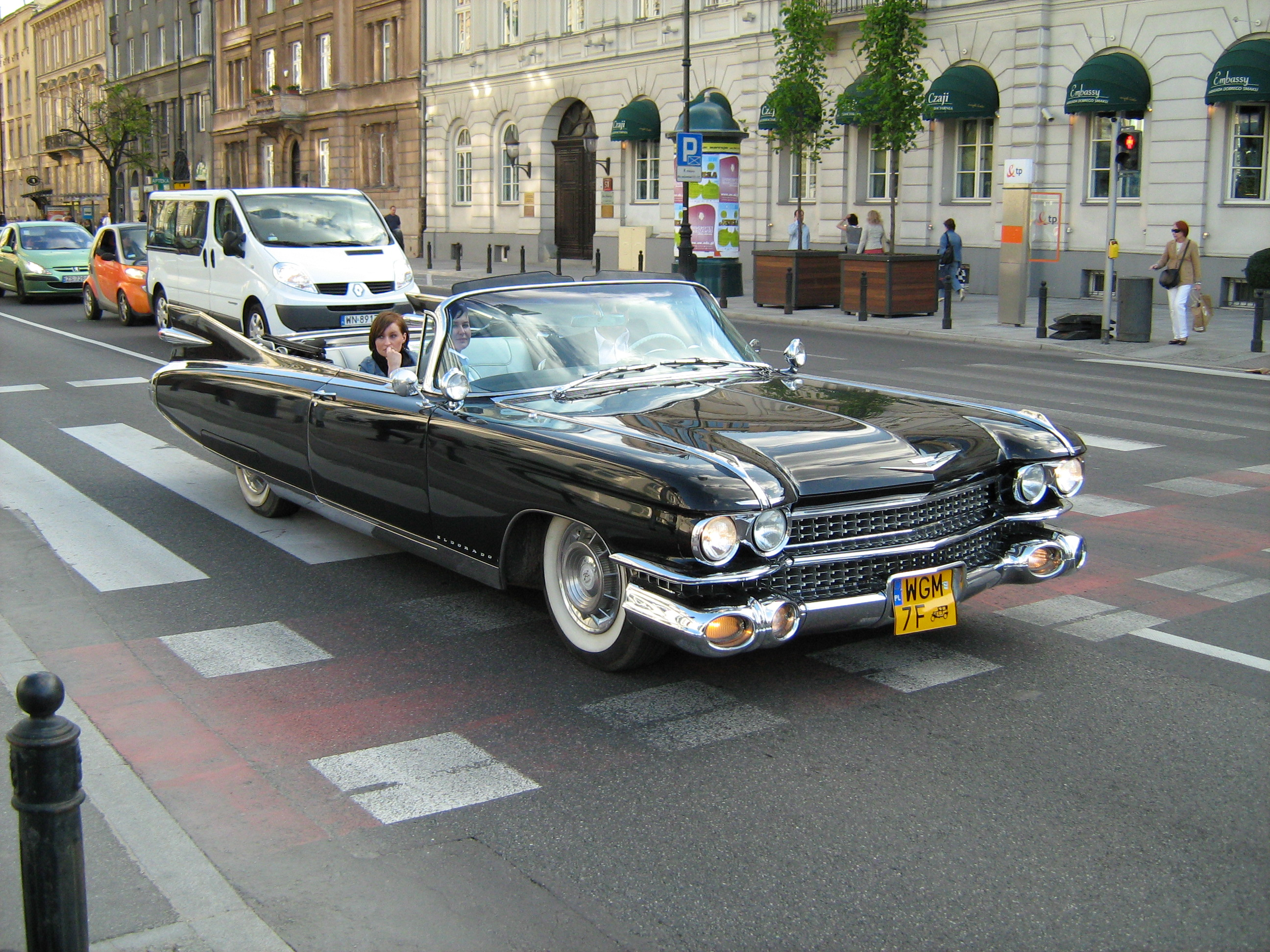
1959 Cadillac Eldorado Biarritz convertible

Negli anni '50 divenne direttore del design per la Cadillac e come capo designer si dedicò alla Cadillac Eldorado del 1959.